# Киберсекс
Киберсекс (англ. cybersex) — вид виртуального секса, в простейшей форме представляющий собой мастурбацию перед монитором компьютера, где возбуждение приходит от созерцания эротических образов в сочетании с интерактивным общением по Интернету на тему секса.
Привязанность к киберсексу может быть уменьшена налтрексоновой терапией.